# Быстрый (эсминец, 1914)
«Быстрый», с 5 февраля 1925 года «Фрунзе» — эскадренный миноносец типа «Счастливый», построенный по «Программе спешного усиления Черноморского флота» и принадлежавший к числу эскадренных миноносцев типа «Новик». Активно участвовал в Первой мировой войне. Из-за аварии и затянувшегося ремонта не был уведён в Бизерту, в 1927 году вошёл в состав МСЧМ. Во время Великой Отечественной войны участвовал в обороне Одессы. Потоплен немецкой авиацией 21 сентября 1941 года.

## История службы

### Служба в Российском Императорском флоте
Зачислен в списке судов Черноморского флота 11 октября 1911 года. Заложен на стапеле Металлического завода в августе 1912 года, перезаложен на стапеле завода А. Вадона в Херсоне 16 октября 1913 года, спущен на воду 25 мая 1914 года. В начале сентября 1914 года, после завершения швартовочных испытаний, перешёл из Николаева в Севастополь для окончательной достройки и приёмных испытаний. 18 апреля 1915 года «Быстрый» был принят в состав 2-го дивизиона Минной бригады Черноморского флота.
Вместе с эсминцем «Счастливым» вышел в свой первый боевой поход 25 апреля 1915 года. До конца года корабль совместно с другими эсминцами совершил шесть боевых походов к берегам Турции для обстрела побережья Угольного района и уничтожения судов врага на его собственных коммуникациях. В результате этих походов было уничтожено 26 парусных судов и 3 парохода противника, повреждён крейсер «Гамадие».
В 1916 году эсминец «Быстрый» активно участвовал в боевых действиях на Чёрном море, совершил 10 боевых походов для обстрела турецкого и румынского побережья, выполнения минных постановок и охраны походов линейных кораблей и авиатранспортов. Во время боевого похода, 2 февраля 1917 года, «Быстрый» столкнулся с минным заградителем и получил серьёзное повреждение носовой части; был помещён в ремонт, на котором находился до начала июля. В августе — первой половине октября 1917 года эсминец совершил 4 боевых выхода на обстрел турецкого побережья и коммуникаций. Результатом одного из походов было потопление 18 октября турецкого миноносца «Хамидабад», 2 пароходов и повреждение 3 турецких тральщиков. До конца 1917 года эсминец в море больше не выходил.

### Служба во время Гражданской войны
В декабре 1917 года «Быстрый» был введён в состав Красного Черноморского флота, и в январе 1918 года был поставлен на ремонт в мастерских Севастопольского военного порта. В мае 1918 года германские войска, занявшие Севастополь, захватили корабль и 7 августа ввели его в состав германского флота под бортовым номером «R 02». Из-за неудовлетворительного технического состояния (турбины корабля были разобраны) германским командованием в строй введён не был. После ухода германских войск из Севастополя в декабре 1918 года «Быстрый» перешёл под контроль английского командования и 24 января (6 февраля) 1919 год был зачислен в состав Черноморского флота ВСЮР, однако в строй введён так и не был, с эсминца также была снята вся артиллерия. Из-за невозможности буксировки после оставления ВСЮР Крыма корабль остался в Севастополе и 15 ноября 1920 года был захвачен частями Красной Армии.

### Восстановительный ремонт и модернизация
Вплоть до 1923 года корабль находился на хранении в Севастопольском военном порту. С 1923 по 1927 год на Севморзаводе (по другим данным — на заводе имени Андре Марти в Николаеве) «Быстрый» прошёл восстановительный и капитальный ремонт. В ходе ремонта эскадренный миноносец получил 4-е 102-мм орудие, дальность стрельбы которого была доведена до 88 кабельтовых; вместо двух 47-мм пушек Гочкиса была установлена 76-мм зенитная пушка Лендера, 37-мм автомат Максима и четыре 7,62-мм пулемёта М-1. Торпедное вооружение было заменено на 3 строенных торпедных аппарата. Водоизмещение корабля возросло до 1540 тонн, а экипаж достиг численности 133 человек. В ходе капитального ремонта, 5 февраля 1925 года, «Быстрый» был переименован во «Фрунзе».

### Служба в Советском Военно-Морском Флоте
16 декабря 1927 года «Фрунзе» вступил в строй МСЧМ и был зачислен в состав 1-го дивизиона эсминцев. В мае-июне 1928 года «Фрунзе» посетил с дружеским визитом порт Стамбула, а в сентябре следующего года — порт Неаполя. 8 июня 1931 года в районе Севастополя произошло столкновение корабля с подводной лодкой № 16 «Металлист» (бывшая АГ-21); в результате столкновения подводная лодка затонула, погибли 24 человека. В 1936-1940 годах «Фрунзе» проходил капитальный ремонт на Севморзаводе. Зенитное вооружение корабля в ходе ремонта было усилено до 1 76-мм пушки, 2 45-мм полуавтоматов 21-К и 2 12,7-мм пулемётов ДШК, а число принимаемых мин было сокращено до 40 образца 1908 или 1912 годов или до 20 образца 1926 года или КБ. Полное водоизмещение корабля увеличилось до 1700 тонн, а экипаж — до 172 человек.
К 22 июня 1941 года эсминец «Фрунзе» входил в состав 1-го дивизиона эскадренных миноносцев Эскадры Черноморского флота. В июне-июле «Фрунзе» участвовал в эскортировании транспортов и выполнении минных постановок; во второй половине августа включился в боевые действия по обороне Одессы.
22 августа 1941 в Одессу из Севастополя для поддержки артиллерийским огнем защитников города прибыли крейсер «Красный Крым» и эскадренные миноносцы «Фрунзе» и «Дзержинский». В этот же день эсминец «Фрунзе» (командир — капитан-лейтенант П. А. Бобровников) получил приказание обстрелять противника в районе селений Свердловка и Чабанка вблизи Одессы. Эсминец выполнил это задание, несмотря на противодействие береговых батарей противника. По расположению вражеских войск было выпущено 140 снарядов.
28 августа крейсер «Червона Украина», лидер «Ташкент», эскадренные миноносцы «Смышленый», «Фрунзе», «Шаумян» и канонерская лодка «Красная Грузия» поддерживали артиллерийским огнем части восточного сектора обороны Одессы в районе деревень Ильинка, Чабанка, Новая Дофиновка, Гильдендорф. Корабли под командованием контр-адмирала Д. Д. Вдовиченко выполнили поставленную задачу. Они подавили батарею противника, которая обстреливала Одессу. Маневрируя и прикрываясь дымовыми завесами, вел контрбатарейную борьбу с вражеской артиллерией эскадренный миноносец «Фрунзе». Один снаряд попал в корабль, на стыке борта и палубы в районе машинного отделения образовалась пробоина. Механизмы не были повреждены. Пробоину была быстро заделана. Осколками снаряда был убит один и ранено четыре моряка, в том числе командир корабля П. А. Бобровников, который не покинул мостика до окончания операции. П. А. Бобровников оказался в госпитале. Временное командование эсминцем принял капитан 3-го ранга В. Н. Ерошенко, командир лидера "Ташкент".
21 сентября 1941 года эсминец вышел из Севастополя в Одессу под флагом командующего Эскадрой контр-адмирала Л. А. Владимирского. В районе Тендровской косы во время оказания помощи тонущей канонерской лодке «Красная Армения» «Фрунзе» был атакован 9 пикирующими бомбардировщиками Ju-87. В ходе налёта эскадренный миноносец был поражён 5 бомбами и, погрузившись левым бортом в воду, затонул (сел на грунт) на глубине 6 метров в 9 милях от Тендровской косы в точке — 46°10′00″ с. ш. 31°02′07″ в. д.. Гибель «Фрунзе» унесла жизни 50 человек из состава его команды, тем не менее, большей части экипажа корабля удалось спастись на надстройках и трубах эсминца, после затопления оставшихся над водой. 6 октября 1941 года эскадренный миноносец «Фрунзе» был исключён из состава Советского ВМФ.
Разбитый штормами эсминец, от которого сохранилась только нижняя часть корпуса и механизмы, на 2006 год продолжал находиться на месте своего затопления и был доступен для дайвинга.
С 3 сентября 2012 года МНС Украины планировалось проводить разминирование затонувшего корабля, на котором находится огромное количество неразорвавшихся боеприпасов.
Но лишь 15 июня 2019 группой пиротехнических работ аварийно-спасательного отряда спецназначения областного ГСЧС начаты работы по разминированию эскадренного миноносца.

## Командиры
- капитан 2-го ранга Быков 2-й (14 апреля 1914 года — 4 мая 1915 года);
- капитан 2-го ранга, капитан 1-го ранга Шипулинский (25 мая 1915 года — 25 апреля 1916 года);
- капитан 2-го ранга Бубнов 1-й В. В. (25 апреля — 28 ноября 1916 года);
- капитан 1-го ранга Макалинский 2-й А. А. (28 ноября 1916 года — 21 февраля 1917 года);
- Змаев А. Н. (21 февраля — 19 мая 1917 года);
- капитан-лейтенант Бобровников П. А. (22 июня — 26 сентября 1941 года);
- капитан 3-го ранга Ерошенко В. Н., исполняющий обязанности командира корабля (21 сентября 1941 года)[5].